# Rothorn (Baltschieder, Naters)
Pour les articles homonymes, voir Rothorn.
À ne pas confondre avec le Rothorn situé 14 km au nord-est, le long du glacier d'Aletsch, également sur la commune de Naters.
Le Rothorn est un sommet des Alpes bernoises, en Suisse, situé entre les communes de Baltschieder et de Naters dans le canton du Valais, qui culmine à 2 951 m d'altitude.
Situé à l'ouest de l'Alpjuhorn et du Baltschieder Schilthorn, il domine à l'ouest le Baltschiedertal.